# 基督教奮進青年協會
基督教奮進青年協會（英語：Young People's Society of Christian Endeavour）由弗朗西斯·愛德華·克拉克於1881年在美國緬因州波特蘭成立，是一個跨教派的基督教青年協會。今天，該協會在國際上以“世界基督教奮進聯盟”的名義開展活動，其宣稱的目標是“在其成員中促進真正的基督徒生活，增加他們的相互了解，並使他們在事奉神方面更加有所用處”。

## 歷史
弗朗西斯·愛德華·克拉克牧師的妻子哈里特·E·克拉克提出了創辦基督教奮進青年協會的想法。
基督教奮進青年運動於1881年2月2日開始。1882年一篇雜誌文章描述該協會後，該協會開始在美國發展，然後傳播到整個大英帝國及其他地區。該運動在十九世紀最後十年達到頂峰，進入二十一世紀，基督教奮進青年協會在世界上不同地點繼續存在。